# Verónica Cuadrado
Verónica Cuadrado (née le 8 mars 1979 à Santander) est une joueuse internationale espagnole de handball, évoluant au poste de pivot au Randers HK.
Avec l'équipe nationale espagnole, elle atteint la finale du Championnat d'Europe en 2008 et remporte deux médailles de bronze au Championnat du monde 2011 puis aux Jeux olympiques de 2012